# Georg Albertsen
Carl Rudolf Svend (Rudolf) Andersen (Frederiksberg, 12 juli 1899 - Gentofte, 28 april 1961) was een Deens turner. 
Andersen was onderdeel van de Deense ploeg die olympisch goud won in de landenwedstrijd vrij systeem tijdens de Olympische Zomerspelen 1920 in het Belgische Antwerpen.

## Resultaten

### Olympische Zomerspelen
| Jaar | Plaats    | Resultaten                         |
| ---- | --------- | ---------------------------------- |
| 1920 | Antwerpen | in de landenwedstrijd vrij systeem |